# Carte babylonienne du monde
 (octobre 2019).
Si vous disposez d'ouvrages ou d'articles de référence ou si vous connaissez des sites web de qualité traitant du thème abordé ici, merci de compléter l'article en donnant les références utiles à sa vérifiabilité et en les liant à la section « Notes et références ».
 (octobre 2019).
Améliorez-le ou discutez des points à vérifier. 
La carte babylonienne du monde est une représentation schématique avec inscriptions du monde connu du point de vue babylonien. La carte est tracée sur une tablette d'argile, montrant Babylone un peu au nord du centre de la tablette d'argile qui est endommagée, et contenant également un morceau de texte cunéiforme.
Elle est généralement datée du Ve siècle av. J.-C. Elle a été découverte à Sippar, au sud de l'Irak, à 97 km au nord de Babylone sur la rive est de l'Euphrate, et publiée en 1899. La tablette d'argile a été déposée au British Museum (BM 92687).
On suppose que les endroits indiqués peuvent faire référence à des régions réelles, mais peuvent aussi représenter une représentation mythologique du monde.

## La découverte de la tablette, les études menées pour sa compréhension et les lieux dans lesquels elle a été exposée
Découverte à la fin du XIXe siècle en Irak, la tablette a fait l'objet de nombreux travaux destinés à comprendre ce qu'elle représente. Qui plus est, de par son originalité et sa singularité, cet objet a été exposé dans de nombreuses manifestations.

### La découverte de la tablette

#### L'archéologie mésopotamienne
Les objets mésopotamiens sont connus en Europe depuis le XVIIe siècle. Mais c'est au milieu du XIXe siècle que va se développer l'étude portant sur la Mésopotamie. C'est à partir de 1840 que les fouilles vont prendre un essor considérable. Paul-Émile Botta (considéré comme le fondateur de l'archéologie mésopotamienne) alla explorer le Nord du pays, ce qui était alors une chose qui n'avait pas été entreprise. Le but initial était alors d'enrichir les collections des musées en pièces présentant des écritures cunéiformes : « Ils voulaient enrichir les musées de leur pays respectif (...) et ils prenaient souvent les moyens les plus expéditifs pour parvenir à leurs fins ».
Au fil des années, les fouilles dans cette zone allaient mobiliser des centaines d'archéologues et s'accompagner de la découverte de plus de 100 sites. Ce qu'on peut définir comme la période initiale de l'archéologie mésopotamienne allait être marquée jusqu'à la fin du XIXe siècle par une forte rivalité entre la France et la Grande-Bretagne.
Trouver des tablettes recouvertes d'écriture cunéiforme était un bon début, traduire ces textes représentait un tout autre travail. C'est de la traduction d'une de ces tablettes en 1857 que va naître la science dénommée : l'assyriologie. Cette tablette, découverte par Hormuzd Rassam, est recouverte d'inscriptions attribuées à un roi d'Assyrie. La Royal Asiatic Society de Londres décide de missionner quatre savants afin qu'ils traduisent la tablette chacun de leur côté. Il en résulte que les quatre traductions sont concordantes. La réussite de cette expérience peut être considérée comme l'acte fondateur de l'assyriologie.

#### Les fouilles qui ont mené à sa découverte
D'après le British Museum, l'archéologue qui découvrit la tablette fut Hormuzd Rassam. Ce dernier était archéologue en Mésopotamie au service du Royaume-Uni, et à partir de 1878, il assura les fouilles dans cette zone pour le compte du British Museum. 
À partir de 1880, il fouilla le site d'Abu Habbah (où se trouvait la ville de Sippar il y a 4000 ans). Dans cette zone située dans le Sud de l'Irak, l'archéologue dégagea plus de 60 000 tablettes. C'est parmi ces tablettes que se trouvait celle portant la Carte babylonienne du monde.
Quelques points sont à noter à propos d'Hormuzd Rassam. Il avait dans le milieu de l'archéologie une mauvaise réputation. En effet, il était accusé de mener un système de pillage : « Rassam continua de s'illustrer de 1878 à 1882 en écumant systématiquement et sans le moindre souci une quinzaine de sites », ou encore, à la suite de sa nomination comme responsable des fouilles pour le compte du British Museum : « Rassam voulut prendre sa succession et malheureusement l'obtint. Durant deux ans, il promena sa hâte désordonnée sur une quinzaine de sites ».

### À quoi ressemble la tablette

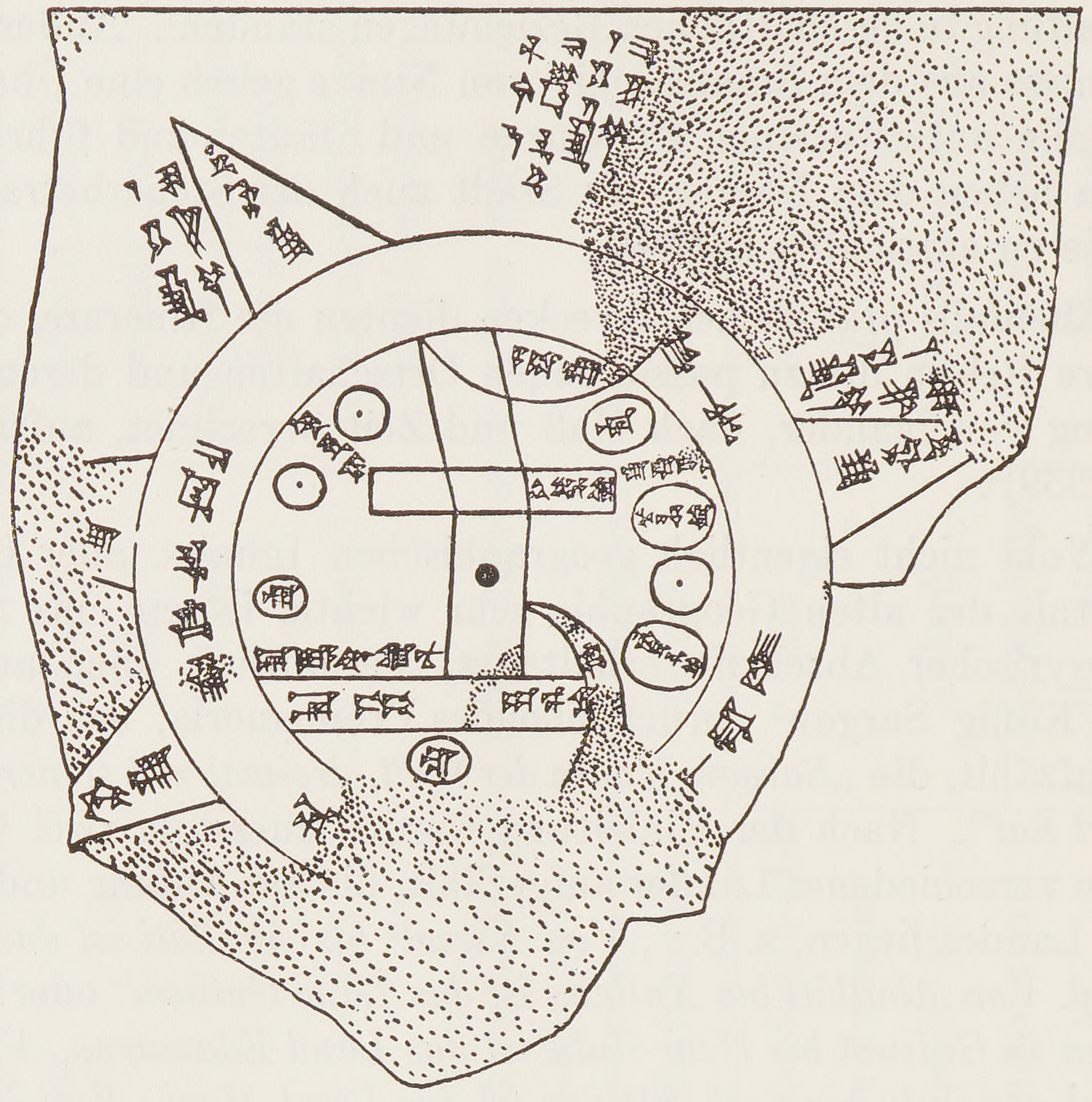
Relevé de la carte par B. Meissner dans Babylonien und Assyrien, 1925.

#### Une tablette en argile...
Comme le dit une citation pour définir la Mésopotamie :« Entre Tigre et Euphrate, un pays d'argile ». L'argile étant entre autres utilisé comme support pour l'écriture. Les tablettes d'argile étaient alors le support de l'écriture cunéiforme. Le stylo en ce temps-là était alors le calame (roseau taillé en pointe). Une fois marquées, les tablettes étaient soient séchées à l'air libre, soit cuites dans un four. 
Pour qu'elle réussisse à résister jusqu'à notre époque, la tablette portant la carte babylonienne du monde a surement été cuite au four. Cependant, le temps a tout de même fait son œuvre en détériorant une bonne partie de l'objet. Il en reste néanmoins un fragment intéressant, mesurant 12,2 cm de hauteur sur 8,2 cm de largeur.

#### ... marquée sur ses deux faces
La tablette a des écritures marquées sur ses deux faces.
Le recto est composé d'un texte en écriture cunéiforme qui occupe le tiers supérieur de la tablette, et pour les deux tiers restants d'une figure accompagnée de texte.
Le verso de la tablette est entièrement recouvert de texte. 
Les écritures sur le recto et le verso de la tablette ne sont pas contemporaines.

### Les études menées pour sa compréhension
L'ensemble des travaux qui permirent une meilleure compréhension de la tablette furent issus du travail d'assyriologues. 
La première publication fut le fruit d'un assyriologue allemand en 1899 : Felix Ernst Peiser. Outre traduire les textes présents sur la tablettes, il émit une théorie sur ce que représentait la carte. Pour lui, il s'agissait de Babylone au moment du déluge, mais sa théorie se révéla fausse.
Le second assyriologue à se pencher sur la tablette fut Reginald Campbell Thompson en 1906. Ce britannique reprit le travail de F.E. Peiser, et traduisit les principales caractéristiques de la carte en anglais. Son travail servit de base aux travaux de deux autres assyriologues : Ernst Friedrich Weidner en 1922 et Eckhard Unger en 1931. En 1988, Wayne Horowitz réalisa une étude sur la carte. 
Un élément important allait par la suite se produire. Irving Finkel découvrit en 1995 un morceau manquant de la tablette. Bien que de taille réduite, ce dernier allait permettre de peaufiner l'analyse de la tablette.

### Un objet qui a été exposé dans de nombreuses manifestations
De fait sa singularité et son ancienneté, cette pièce du British Museum a été exhibée dans de nombreuses manifestations.
En 1953, le British Museum fêta le bicentenaire de sa fondation. De nombreuses manifestations eurent lieu, parmi lesquelles une exposition qui eut lieu dans la King's Library du British Museum entre avril et mai 1953. Cette dernière avait pour but d'illustrer l'évolution de la cartographie ancienne et des connaissances géographiques, d'où la présence de la Carte babylonienne du monde.

## Quand et où la tablette a-t-elle été gravée?

### Une datation approximative
La tablette portant la carte babylonienne du monde est généralement datée du milieu du Ier millénaire av. J.-C., plus précisément entre le VIe siècle et Ve siècle, c'est-à-dire durant la période néo-babylonienne. À cette époque la Babylonie et l'Assyrie étaient au maximum de leur extension. En outre, Babylone était une cité florissante perçue comme le centre de l'univers. 
D'après les mots marqués sur la tablette, elle ne peut pas être antérieure au IXe siècle av. J.-C. En effet, le mot Marratu fut utilisé pour la première fois à ce siècle, dans les inscriptions de Salmanazar III. Il en va de même pour les termes Bit Yakin et Urartu.
Une chose importante est à noter : d'après une inscription présente sur la tablette, le schéma présent serait une copie d'une autre tablette datant du IXe siècle. Qui plus est, le texte présent au recto est sans doute contemporain du schéma, ce qui n'est pas le cas du texte au verso. En effet, il n'y est fait aucune mention des lieux représentés sur la carte.

### Une origine qui fait débat
D'après le British Museum, la tablette est issue de fouilles ayant eu lieu dans l'ancienne ville mésopotamienne de Sippar. Mais il est aussi possible qu'elle provienne de la ville de Borsippa. Car, d'après le catalogue du musée, et le numéro de la pièce, cette tablette peut tout aussi bien être issue de fouilles ayant eu lieu dans cette ville. Qui plus est, l'un des parents du scribe, qui a préparé la tablette, a pu être identifié dans un document économique, et ce dernier était originaire de la ville mésopotamienne de Borsippa.

## L'interprétation de la tablette
L'élément central de la tablette est le schéma marqué sur le recto de la tablette. Ce schéma est en fait une carte représentant le monde connu du point de vue babylonien. 
Le 1er cercle englobe l'ensemble du continent. Des textes cunéiformes étiquettent la majorité des lieux cartographiés. L'espace compris entre les deux cercles représente l'océan. Enfin, les huit triangles (seuls cinq sont encore visibles) qui débutent aux limites de l'océan représentent des régions éloignées. Afin de comprendre ce que représentent ces régions, il est nécessaire de s'intéresser aux textes présents sur la tablette.
|  | 1. "Montagne" (akkadien : šá-du-ú) 2. "Cité" (akkadien : uru) 3. Urartu (akkadien : ú-ra-áš-tu) 4. Assyrie (akkadien : kuraš+šurki) 5. Der (akkadien : dēr) 6. ? 7. Marécage (akkadien : ap-pa-ru) 8. Élam (akkadien : šuša) 9. Canal (akkadien : bit-qu) 10. Bit Yakin (akkadien : bῑt-ia-᾿-ki-nu) | 11. "Cité" (akkadien : uru) 12. Habban (akkadien : ha-ab-ban) 13. Babylone (akkadien : tin.tirki), coupée par l'Euphrate 14 — 17. Océan (eau salée, akkadien : idmar-ra-tum) 18 — 22. Objets mythologiques |

### Un document unique de par son échelle
Parmi les anciennes cartes babyloniennes, celle-ci est unique. Cette singularité provient de l'échelle utilisée. En effet, c'est le monde dans sa totalité qui est représenté, ce qui est largement différent des plans de villes retrouvés lors de certaines fouilles, comme le plan de Nippur ou le plan de Nuzi.
En termes de sémiologie graphique, la carte utilise la même que les plans cités ci-dessus. Que ce soit pour représenter les caractéristiques hydrologiques (à l'aide de traits parallèles) ou topographiques (à l'aide de forme ovoïde).
En ce qui concerne l'orientation, elle est orientée vers le Nord-Est et est centrée approximativement sur la ville de Babylone. Cependant, il est possible que le vrai centre soit la ville de Nippur mais elle n'est pas indiquée. En effet, il s'agit d'une ville sacrée, lieu saint du dieu Enlil. Ce dernier, outre être le dieu du vent, est aussi le dieu du Cosmos, et c'est peut-être le cosmos qui est représenté sur cette carte. Enfin, traditionnellement, qui contrôlait Nippur régnait sur la Babylonie.

### Le continent
Le continent comprend tout ce qui est représenté au sein du premier cercle. On y retrouve deux types d'informations : des lieux et des caractéristiques physiques.
Le meilleur moyen d'interpréter l'espace représenté est de partir d'une caractéristique hydrologique, à savoir l'Euphrate. Ce fleuve est ici représenté par deux lignes parallèles qui partent du haut de la carte. Il prend sa source dans les montagnes (représentées par une forme ovoïde (1)), ces dernières devant se situer au Sud de la Turquie. Puis il s'écoule vers le bas et traverse un gros rectangle (13) qui représente Babylone. Il est avéré que cette ville était traversée par le fleuve et qu'elle s'étendait sur les deux rives de l'Euphrate : « Il y a deux parties de la ville ». Il continue ensuite à s'écouler vers le bas, et se trouve interrompu par deux rectangles horizontaux :
- À gauche (9), il s'agit d'un canal qui relie l'embouchure du fleuve au golfe Persique. Il était navigable et permettait de contourner les marais du Sud.
- À droite (7), il s'agit d'un marais.

Cependant, de nombreuses approximations existent, tant en termes d'échelle que de localisation de certaines entités. Ces approximations ne concernent que des villes et des régions. L'Assyrie (4) par exemple est placée trop au Sud de Babylone. Qui plus est, la taille du cercle est largement sous-estimée comparée à l'espace qu'elle occupait en réalité. De même, la région de Bit Yakin (10) est bien l'entité la plus méridionale de Babylonie, mais elle est placée sur la mauvaise rive de l'Euphrate. La ville d'Habban (12) est aussi placée du mauvais côté du fleuve puisqu'elle se situait sur la rive Est du Tigre. Enfin, la ville de Susa (8) se situe bien au Sud de l'Euphrate, mais en réalité, sa position était plus à l'Est que la localisation qui en est donnée.
Par ailleurs, six éléments présents sur la carte ne peuvent pas être identifiés. En premier lieu, l'arc qui part de l'Euphrate et finit au niveau du marais (6). Il existe tout de même quelques hypothèses pour l'interpréter : il pourrait s'agir d'un bras de l'Euphrate, d'un canal ou d'une route, mais l'état actuel des connaissances ne permet pas de savoir avec exactitude de quoi il s'agit. Les éléments (1 et 2) de la carte représentent des villes mais aucun assyriologue n'a réussi à mettre un nom dessus. De même, les cercles ayant des points en leur centre n'ont pu être identifiés. D'après certains chercheurs, il pourrait s'agir de villes ruinées qui existaient à l'époque où la carte a été réalisée.
Enfin, il est important de revenir sur ce qui n'est pas cartographié. À l'époque, les royaumes d'Égypte et de Perse étaient connus, pourtant ils n'apparaissent pas sur la carte. De plus, un fleuve comme le Tigre n'est pas représenté alors qu'il s'agit d'un fleuve très important présent dans cette zone géographique. Pour certains chercheurs cependant, le fleuve est bien cartographié sur la carte. Pour eux, les deux traits parallèles ne représenteraient pas l'Euphrate, mais le Tigre et l'Euphrate. Chaque trait symboliserait un fleuve (celui de droite le Tigre et celui de gauche l'Euphrate). Mais, la majorité des chercheurs estiment que cela est impossible puisque le Tigre passait à 80km au Nord-Est de Babylone.
De nombreuses caractéristiques sont donc présentées sur le continent. L'Euphrate apparaissant comme le meilleur moyen de lecture pour interpréter ce qui est représenté. Cependant, de nombreuses approximations existent, et de nombreuses caractéristiques ne sont pas représentées. Ce qui pourrait indiquer que la carte n'a pas vocation à représenter l'ensemble du monde, mais Babylone en relation avec son environnement proche. En outre, l'océan et les régions qui l'entourent ajoutent un côté mythologique à la carte.

### Les terres lointaines
Sept triangles sur le cercle externe (périmètre de l'eau), sont nommés îles, mais la tablette d'argile endommagée a perdu les trois îles sur le bord inférieur de la tablette.
Les trois îles sont nommées : 
île lieu du soleil levant
île le soleil est caché et rien ne peut être vu
île au-delà du vol des oiseaux.

## Source
- (en) Cet article est partiellement ou en totalité issu de l’article de Wikipédia en anglais intitulé « Babylonian Map of the World » (voir la liste des auteurs).